# John Harle

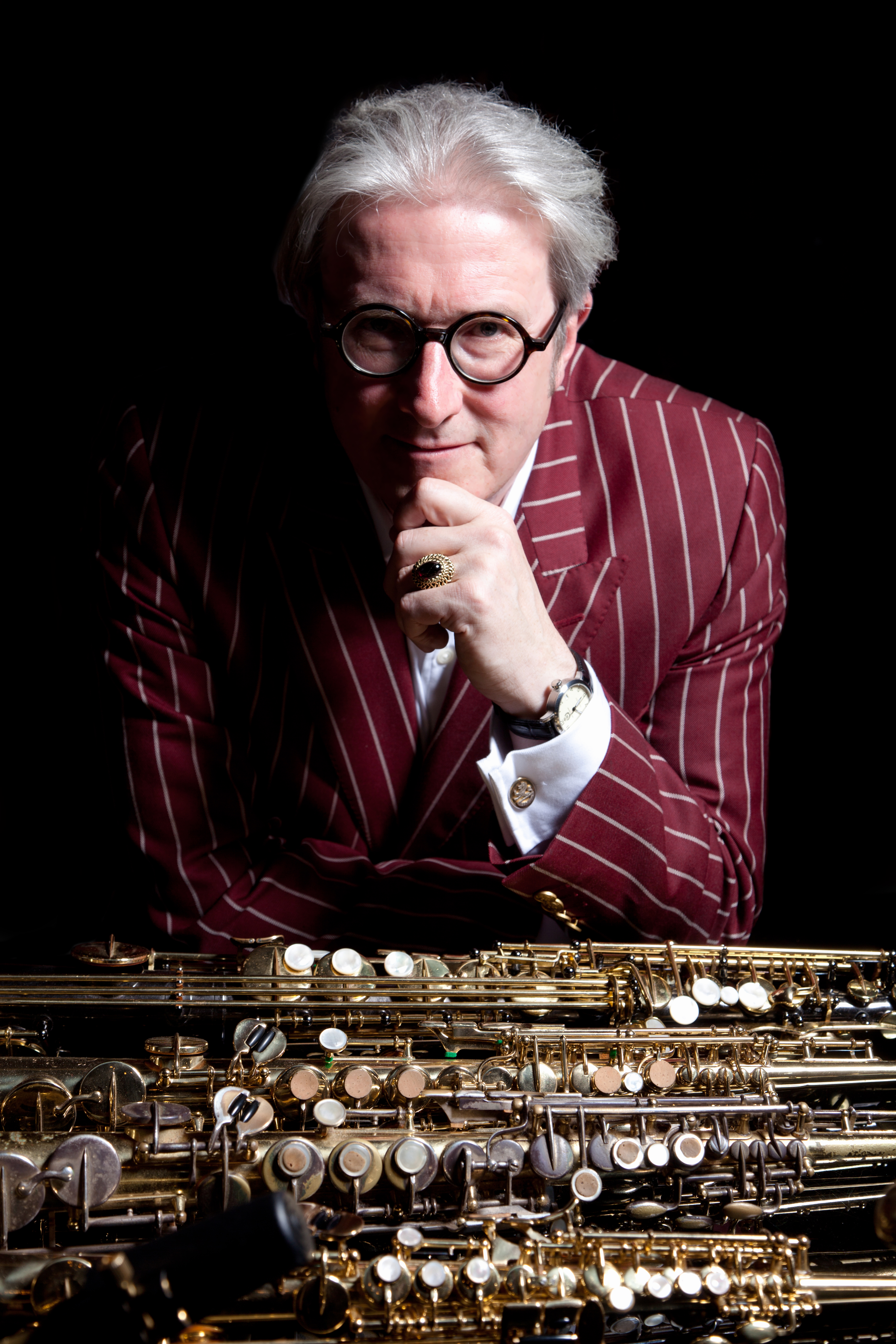
John Harle

John Harle, född 20 september 1956 i Newcastle, Storbritannien, brittisk saxofonist, tonsättare och ledare för John Harle Band. Harle verkar ofta i gränslandet mellan olika genrer, till exempel i sin komposition Terror and Magnificence som spänner från folkmusik till modernism, och blandar klassiska sångare med Elvis Costello.
Harle har samarbetat med en mängd andra artister, såsom Paul McCartney, Elvis Costello, Moondog, Ute Lemper, Balanescu Quartet, Lesley Garrett, Sarah Leonard och Andy Sheppard. Han är också verksam som skivproducent, dirigent och musikarrangör.